# Paraphaenocladius amamirobustus
Paraphaenocladius amamirobustus är en tvåvingeart som beskrevs av Sasa 1991. Paraphaenocladius amamirobustus ingår i släktet Paraphaenocladius och familjen fjädermyggor. Inga underarter finns listade i Catalogue of Life.